# Aribinda, Markoye y Pobé-Mengao
Aribinda, Pobé-Mengao y Markoye forman un conjunto de sitios con pinturas rupestres situado al norte de Burkina Faso, en el Sahel, cerca de las fronteras con Malí y Níger. Los tres incluyen pinturas de características muy similares. 

## Aribinda
Las pinturas de Aribinda (14,22036 N; 0,86329 E) se encuentran cerca de la localidad de Aribinda, en un lugar sembrado de grandes afloramientos de granito que parecen rocas caídas del cielo, y a una respetable distancia uno de otro. Se sabe muy poco sobre quién las hizo y cuándo. Algunas rocas permiten ascender a la cima y disfrutar del paisaje.
Las pinturas están repartidas por tres lugares: Kourou, Wassa y Wondo. Los motivos son, generalmente, representaciones humanas, animales (caballos, avestruces, avutardas, etc.) y geométricas, como las lanzas que tienen las puntas triangulares estriadas con el aspecto de hojas muy largas. Los motivos humanos muestran la relación hombre-animal con un predominio de los jinetes que llevan los cabellos de punta, como en Pobé-Mengao. Los grabados se encuentran a menudo a los lados de las zonas que habitaban.
Los vestigios de las viviendas que quedan son montones de bloques de granito que sirvieron en su día para hacer casas redondas hoy desaparecidas. Se estima que este lugar se ocupó en el siglo XIV.

## Pobé-Mengao
En Pobé-Mengao (13,87909 N; 1,74636 W), en el departamento de Pobé-Mengao, datado en un periodo anterior al siglo XII, las pinturas se extienden sobre una superficie de al menos 2 km (kilómetros). En este vasto conjunto, dividido en cuatro bloques, se han encontrado restos de viviendas, lugares de inhumación, muelas y litófonos de piedra. 
Las escenas representadas evocan escenas de caza (con el predominio de los jinetes, como en Aribinda, y guerreros), formas humanas diversas y animales. Sobre un bloque oblongo de unos 3 m (metros) de largo, 1,5 m de ancho y 1,5 m de alto, se nota la presencia de un citófono que produce el sonido por percusión de una piedra contra la pared del bloque. En el bloque 4, las pinturas apenas son visibles.

## Markoye
En Markoye, los grabados se localizan en los sitios de Sorbaia (14,39822 N; 0,03515 E), Tondo Banda y Béribéra, repartidos por los afloramientos rocosos que aparecen al este del pueblo. Estos afloramientos se extienden de norte a sur y están formados por verdaderos caos de bloques de granito de un tamaño a veces impresionante.
Las pinturas están datadas entre 620 y 1212 y los motivos, que se repiten, son circulares, con dibujos en el interior de temas diversos. En Sorbaia, los temas son abstractos y evocan el mundo vegetal, con figuras geométricas (espirales) y de reptiles (lagartos y tortugas); en Tondiédo hay sobre todo figuras geométricas, y en Tondo Loko y Tondo Banda destacan los temas animales; por una parte los jinetes con sus monturas, y por la otra los animales (antílopes, avestruces, avutardas). También hay círculos, compartimentados por cruces, y huellas de pies y de sandalias.
En general, se nota la ausencia de bóvidos, y en cambio abundan los caballos, los antílopes, los jinetes, aves como el avestruz y la avutarda y motivos abstractos diversos, entre los que destacan algunos que parecen caparazones de tortugas.

## Arte rupestre en Burkina Faso
La Unesco mantiene en su lista de posible patrimonio de la humanidad este grupo, así como otro conjunto de pinturas rupestres que se encuentra al oeste de Burkina Faso, formado por Borodougou, Wimpéa y Dramandougou, que completan el patrimonio de arte rupestre del país. En el primer conjunto, los temas dominantes son animales y vegetales, con la inclusión de algunas figuras geométricas abstractas. En el segundo grupo, las representaciones abstractas son más numerosas y han sido realizadas mediante perforaciones en la roca con líneas continuas y discontinuas.
El pionero en el descubrimiento de arte rupestre en Burkina Faso fue el francés Jean Rouch, que descubrió los grabados de Pobé-Mengao y de Aribinda en la provincia de Soum. A continuación, fue Andah Bassey quien desveló las pinturas de Kawara, cerca de Sindou, en la provincia de Léraba. En la década de 1980, Georges Dupre et Dominique Guiopt inventariaron las pinturas de Aribinda, y desde 1997 un equipo franco burquinés estudia los grabados de Markoye.